# Saqunda
Saqunda es uno de los arrabales que tuvo Qurtuba, la Córdoba musulmana, extramuros, esto es, fuera del lienzo de muralla que protegía la madina.
Estaba situado en el actual Campo de la Verdad y Parque de Miraflores, ocupando todo el meandro del río Guadalquivir. Construido en el siglo VIII, su extensión de 16.000 m² nos da idea de la importancia del barrio en fechas tan tempranas. Tomó su nombre del miliario de la Vía Augusta que, partiendo del puente romano, discurría por esta zona.

## Estructura del arrabal
La mayor parte del barrio estaba configurado por largas y amplias calles rectilíneas conectadas por otras menores perpendiculares.
El material de construcción empleado es el canto rodado, material asequible y de fácil acceso dada su cercanía al río. Para mayor seguridad, los cantos se colocaban inclinados en un sentido y otro, de modo parecido a la espiga. Además, se rellenaban con materiales cerámicos y piedras de calcarenita.
Los restos encontrados apenas llegan al medio metro, lo cual ha dificultado la identificación de edificaciones. Aun así, se sabe que junto a las construcciones domésticas, hay también comerciales y artesanales o industriales.
Como curiosidad, cabe mencionar que la cercanía del Guadalquivir era un gran inconveniente. En algunas de las edificaciones se han documentado diferentes niveles de construcción, motivados por las continuas crecidas del río, que derrumbaban las casas. Sin embargo, su cercanía también era una ventaja. El abastecimiento de aguas se debía hacer a través del río, y de aguadores y pozos -documentados- para el agua potable, ya que no ha sido documenta red alguna, ni de abastecimiento ni de desagüe.
Esto quizá se deba a las fechas tan tempranas de ocupación del barrio, ya que si se ha documentado este tipo de sistemas en la madina. Si se ha localizado, en cambio, basureros con abundantes restos cerámicos y animales.
Por las fuentes históricas se sabe que el Zoco Grande estuvo en este barrio hasta principios del siglo IX, momento en que es destruido junto con el resto del arrabal motivado por la revuelta organizada por sus habitantes. Tras la destrucción, el emir Alhakén I prohíbe la reconstrucción, ordenando que nunca volviera a ser habitado. Esto se ha documentado arqueológicamente, puesto que no hay estructuras posteriores a este siglo.

## Descubrimiento del yacimiento
El yacimiento fue descubierto a principios del siglo XXI con motivo de la remodelación de la zona de Miraflores. Las campañas arqueológicas, llevadas a cabo entre 2001 y 2002 sacaron a la luz el famoso arrabal.
La importancia de estos restos viene determinada por su momento de construcción y el hecho de que se conserve la estructura del siglo VIII-IX, siendo el único yacimiento de estas características en la ciudad. Todos los demás restos estudiados hasta el momento fueron modificados en momentos posteriores, del siglo X en adelante.

## El cementerio
Relacionado con este arrabal estaba el cementerio excavado en las campañas de 1995 y 2001 realizadas en la zona de conexión de la plaza de Santa Teresa y el puente del Arenal y junto a la torre de la Calahorra.
La cronología es confusa, al estar superpuestas las tumbas, pero parece que estuvo en uso desde el siglo IX al XII (según las tumbas documentadas), aunque según las crónicas, el maqbarat al-rabad fue fundado en 720 por el emir al-Sahan.